# Lexter Lacroix
Lexter Santiago Lacroix Aravena (n. Talcahuano, Región del Biobío, Chile, 18 de marzo de 1962) es un exfutbolista y entrenador chileno que jugaba en las posiciones de Defensa y mediocampista, militó en diversos clubes de Chile.  

## Trayectoria
Se inició en las divisiones inferiores de Deportes Concepción, equipo en el que debuta como profesional, en el año 1984 en Segunda División. Tras 5 años en el equipo penquista, en 1989 arriba a Palestino en ese entonces en la Primera B. Con el equipo árabe logra el ascenso a la Primera División, al obtener el subcampeonato de la Segunda División de 1989, tras perder por penales ante la Universidad de Chile (equipo que también ascendió). 
Después de cuatro temporadas en Palestino Lacroix pasa posteriormente a Deportes Antofagasta, por los próximos tres años desde 1993 a 1995. Es recordado en el equipo puma, por el gol que le marcó a Universidad Católica, para derrotarla en el torneo de Primera División de 1994. Disputó su última temporada como profesional en Regional Atacama en el año 1996, año en que el equipo copiapino, descendió de categoría.

## Selección nacional
Vistió la camiseta de la Selección de fútbol de Chile en 2 encuentros amistosos, el primero en 1988 en la ciudad de Concepción ante la Selección de Uruguay partido finalizado 1–1, y al año siguiente en 1989 ante la Selección de Ecuador en Guayaquil con victoria de Ecuador por 1–0.

#### Partidos internacionales
| 1     | 1 de noviembre de 1988 | Estadio Municipal, Concepción, Chile                    | Chile      | 1-1 | Uruguay |   |  | Orlando Aravena | Copa Juan Pinto Durán 1988 |
| 2     | 29 de enero de 1989    | Estadio del Barcelona Sporting Club, Guayaquil, Ecuador | Ecuador    | 1-0 | Chile   |   |  | Orlando Aravena | Amistoso                   |
| Total | Total                  | Total                                                   | Presencias | 2   | Goles   | 0 |  |                 |                            |

| Selección chilena | Selección chilena | Selección chilena |
| Año               | Partidos          | Goles             |
| ----------------- | ----------------- | ----------------- |
| 1988              | 1                 | 0                 |
| 1989              | 1                 | 0                 |
| Total             | 2                 | 0                 |

## Clubes

### Como jugador
| Club                 | País  | Año       |
| -------------------- | ----- | --------- |
| Deportes Concepción  | Chile | 1984-1988 |
| Palestino            | Chile | 1989-1992 |
| Deportes Antofagasta | Chile | 1993-1995 |
| Regional Atacama     | Chile | 1996      |

### Como entrenador
| Club              | País  | Año       |
| ----------------- | ----- | --------- |
| General Velásquez | Chile | 2016      |
| Gol y Gol         | Chile | 2024-Act. |